# السكك الحديدية لاتحاد البوسنة والهرسك
السكك الحديدية لاتحاد البوسنة والهرسك (الاسم الأصلي: Željeznice Federacije Bosne i Hercegovine) وتُعرف اختصارًا بـ ŽFBiH هي شركة السكك الحديدية لاتحاد البوسنة والهرسك. تدير الشركة 608 كيلومترات من السكك الحديدية في البلد، وهي واحدةٌ من شركتي السكك الحديدية في البوسنة والهرسك (الأخرى هي الشركة المعروفة بالاسمِ امنختصَر الشائع ŽRS والتي تعملُ في جمهورية صربسكا).

## وصلات خارجية
- الموقع الرسمي